# Barreirinha Airport
Barreirinha Airport är en flygplats i Brasilien.   Den ligger i kommunen Barreirinha och delstaten Amazonas, i den centrala delen av landet, 1 800 km nordväst om huvudstaden Brasília. Barreirinha Airport ligger 9 meter över havet.
Terrängen runt Barreirinha Airport är mycket platt. Runt Barreirinha Airport är det glesbefolkat, med 12 invånare per kvadratkilometer.. Närmaste större samhälle är Barreirinha, 1,3 km väster om Barreirinha Airport.
I omgivningarna runt Barreirinha Airport växer i huvudsak städsegrön lövskog.